# Erik Blomberg (Regisseur)
Erik Blomberg (* 18. September 1913 in Helsinki; † 12. Oktober 1996 in Kuusjoki) war ein finnischer Kameramann, Filmproduzent, Drehbuchautor und Regisseur.

## Herkunft
Blombergs Eltern waren Wilhelm Blomberg, ein Bergbauingenieur, und Martha Grönvik, eine Krankenschwester.
Blomberg begann seine vierzigjährige Karriere beim finnischen Film als Kameramann und wurde unabhängiger Produzent seiner eigenen Filme. Mit Das weiße Rentier, den er schrieb, inszenierte und schnitt, gelang ihm sein größter Erfolg. Das Werk wurde bei den Internationalen Filmfestspielen von Cannes 1953 gezeigt und war beim Golden Globe 1957 als Bester fremdsprachiger Film nominiert. Ende der 1960er Jahre wechselte Blomberg zum Fernsehen.
Blomberg war mit der Schauspielerin Mirjami Kuosmanen verheiratet.

## Filmografie (Auswahl)
- 1949: Kvinnor i väntru
- 1951: Aila, Pohjolan tytär
- 1952: Das weiße Rentier (Valkoinen peura)
- 1954: Kun on tunteet
- 1955: Miss Eurooppaa metsästämässä